# インターグロリア
インターグロリアとは、日本の競走馬、繁殖牝馬である。
主戦騎手は西園正都（現調教師）→福永洋一→樋口弘。
桜花賞・エリザベス女王杯の牝馬二冠を制し、古馬になってからも重賞3勝を挙げたほか、本馬以降にはヒシアマゾン・ダイワスカーレット・ブエナビスタ・ジェンティルドンナ・クイーンズリング・リスグラシュー・クロノジェネシス・サラキア・スターズオンアース・レガレイラの10頭しか達成していない牝馬による有馬記念連対（2着）を成し遂げるなどの活躍を見せた1970年代の中央競馬を代表する名牝の一頭である。
ハードバージ、ラッキールーラ、プレストウコウ、カネミノブら同世代の牡馬に負けない活躍をした、本馬とリニアクイン（優駿牝馬・京都金杯・神戸新聞杯2着・桜花賞3着）、アイノクレスピン（神戸新聞杯・優駿牝馬2着など）の1977年牝馬クラシック組の3頭は、前年のTTG三強になぞらえて牝馬三強と呼ばれた。
※馬齢は、旧表記（数え年）とする。

## 戦績

### 4歳時
1976年に栗東の柳田次男厩舎に入厩。翌1977年に入り、デビュー前には牝馬の調教を施したが、飼葉食いが激しく、重め残りのまま新馬戦を迎えてしまい7着。その後牡馬並みの調教に切り替えると、新馬芝1400mをレコードタイム1分23秒9で大差勝ち、一躍クラシック候補に躍り出る。そしてそのまま新馬戦勝利から桜花賞まで3連勝。デビューから僅か2ヶ月余りでクラシックホースとなった。また当時すでに大馬主であった松岡正雄にとっても初めてのクラシック制覇であった。桜花賞優勝から東上するも体調を崩し、4歳牝馬特別（現・フローラステークス）が9着、優駿牝馬が14着と惨敗してしまう。夏場は休養し、秋初戦は京都牝馬特別（現・京都牝馬ステークス）が3着。11月のエリザベス女王杯を迎えた。4歳牝馬特別とオークスの敗退から長距離適性が疑問視され、1番人気アイノクレスピンと2番人気のリニアクインから離れた3番人気に支持される。レースは内ラチにぴったり張り付き、後方から最後の直線のみの瞬発力勝負でリニアクインに1／2馬身差で勝ち、距離不安を払拭。その後暮れの12月の阪神牝馬特別（現・阪神牝馬ステークス）を際どい差で勝ち2連勝して4歳シーズンを終え、優駿賞最優秀4歳牝馬を受賞した。

### 5歳時
1978年に入り、4月のマイラーズカップまで2勝2着1回と安定した成績を残すが、武邦彦が騎乗した5月のオープン戦と6月の阪急杯に連続して6着と成績が振るわなかったため休養。秋に復帰して京都牝馬特別を不良馬場ながら5馬身差の1分36秒5と好タイムで勝ち、その勢いで暮れの有馬記念に挑戦。主戦を勤めた鞍上の福永洋一がエリモジョージに騎乗するため、厩舎の主戦騎手の樋口弘に乗り替わって望んだ。レースはメジロイーグルとエリモジョージの逃げ争いから2番手をキープ。最後の直線ではカネミノブには交わされるが、1馬身差の2着と大健闘した。有馬記念2着などの好成績から優駿賞最優秀5歳以上牝馬を受賞した。

### 6歳時
1979年は3月に主戦の福永洋一が落馬事故で重傷を負ったため、以後結局引退まで樋口が手綱を取ることになった。この年は牡馬相手に分が悪くなり、中京記念が3着、連覇を狙ったマイラーズカップが2着。春のグランプリ、第20回宝塚記念は13頭立ての12着に敗退。秋に復帰して京都牝馬特別を連覇するが、有馬記念は4番人気で16頭立ての9着に敗退して引退した。

## 引退後
引退後はオーナー所有のインターナショナル牧場で繁殖牝馬となった。当時の人気種牡馬テスコボーイ、マルゼンスキー、トウショウボーイなどを種付けするが産駒成績は全く振るわなかった。12年連続して出産するものの、自身の体力が衰えて病弱となり、1995年6月3日に死亡した。
後継牝馬は3頭しかおらず、牝系子孫からも未だ活躍馬は出ていない。なお、インターナショナル牧場が規模を縮小した際にインターグロリアの血を引く馬は全て他の牧場に出されている。

## 競走成績
- 1977年（9戦5勝）
  - 1着 - 桜花賞、エリザベス女王杯、阪神牝馬特別
- 1978年（7戦3勝）
  - 1着 - マイラーズカップ、京都牝馬特別
  - 2着 - 有馬記念
- 1979年（5戦1勝）
  - 1着 - 京都牝馬特別
  - 2着 - マイラーズカップ
  - 3着 - 中京記念

## 血統表
| インターグロリアの血統（ネヴァーセイダイ系（ナスルーラ系）／Nearco4×4=12.50%〈父内〉、Monsoon・Squall4×3=18.75%〈母内〉、Blandford5×5・5=9.38%、Pharos(Fairway)5.5x5=9.38%） | インターグロリアの血統（ネヴァーセイダイ系（ナスルーラ系）／Nearco4×4=12.50%〈父内〉、Monsoon・Squall4×3=18.75%〈母内〉、Blandford5×5・5=9.38%、Pharos(Fairway)5.5x5=9.38%） | インターグロリアの血統（ネヴァーセイダイ系（ナスルーラ系）／Nearco4×4=12.50%〈父内〉、Monsoon・Squall4×3=18.75%〈母内〉、Blandford5×5・5=9.38%、Pharos(Fairway)5.5x5=9.38%） | （血統表の出典）       | （血統表の出典） |
| 父 *ネヴァービート Never Beat 1960 栃栗毛 | 父の父Never Say Die 1951 栗毛 | Nasrullah | Nearco                 | Nearco           |
| 父 *ネヴァービート Never Beat 1960 栃栗毛 | 父の父Never Say Die 1951 栗毛 | Nasrullah | Mumtaz Begum           |                  |
| 父 *ネヴァービート Never Beat 1960 栃栗毛 | 父の父Never Say Die 1951 栗毛 | Singing Grass | War Admiral            | War Admiral      |
| 父 *ネヴァービート Never Beat 1960 栃栗毛 | 父の父Never Say Die 1951 栗毛 | Singing Grass | Boreale                |                  |
| 父 *ネヴァービート Never Beat 1960 栃栗毛 | 父の母Bride Elect 1952 黒鹿毛 | Big Game | Bahram                 | Bahram           |
| 父 *ネヴァービート Never Beat 1960 栃栗毛 | 父の母Bride Elect 1952 黒鹿毛 | Big Game | Myrobella              |                  |
| 父 *ネヴァービート Never Beat 1960 栃栗毛 | 父の母Bride Elect 1952 黒鹿毛 | Netherton Maid | Nearco                 | Nearco           |
| 父 *ネヴァービート Never Beat 1960 栃栗毛 | 父の母Bride Elect 1952 黒鹿毛 | Netherton Maid | Phase                  |                  |
| 母 ヒダカチェリー 1968 鹿毛 | 母の父コダマ 1957 栗毛 | *ブッフラー Bouffleur | Prince Chevalier       | Prince Chevalier |
| 母 ヒダカチェリー 1968 鹿毛 | 母の父コダマ 1957 栗毛 | *ブッフラー Bouffleur | Monsoon                |                  |
| 母 ヒダカチェリー 1968 鹿毛 | 母の父コダマ 1957 栗毛 | シラオキ | *プリメロ              | *プリメロ        |
| 母 ヒダカチェリー 1968 鹿毛 | 母の父コダマ 1957 栗毛 | シラオキ | 第弐スターカップ       |                  |
| 母 ヒダカチェリー 1968 鹿毛 | 母の母*ストーミーセッション Stormy Session 1956 鹿毛 | Court Martial | Fair Trial             | Fair Trial       |
| 母 ヒダカチェリー 1968 鹿毛 | 母の母*ストーミーセッション Stormy Session 1956 鹿毛 | Court Martial | Instantaneous          |                  |
| 母 ヒダカチェリー 1968 鹿毛 | 母の母*ストーミーセッション Stormy Session 1956 鹿毛 | Squall | Umidwar                | Umidwar          |
| 母 ヒダカチェリー 1968 鹿毛 | 母の母*ストーミーセッション Stormy Session 1956 鹿毛 | Squall | Heavenly Wind F-No.1-w |                  |

近親
- 母の孫にメイショウキオウ（中京記念）、母の曾孫にインターアニマート（中京記念）やキングデール（サラブレッドチャレンジカップ）などがいる。
- 母の姉エスタブリッシュメントの産駒にロングホーク（阪神大賞典・スプリングステークスなど）、孫にマサヒコボーイ(京都記念春、日経新春杯)、曾孫にクシロキング（天皇賞（春））がいる。